# Египет (римская провинция)
Еги́пет (лат. Aegyptus [ae̯ˈɡʏptʊs]) — провинция Римской империи, территория которой практически совпадала с территорией современного Египта, за исключением Синайского полуострова. На западе она граничила с Киренаикой, а на востоке с Аравией. Египет попал под власть Рима в 30 году до н. э., после смерти царицы Клеопатры VII и Марка Антония.

## Римская власть в Египте

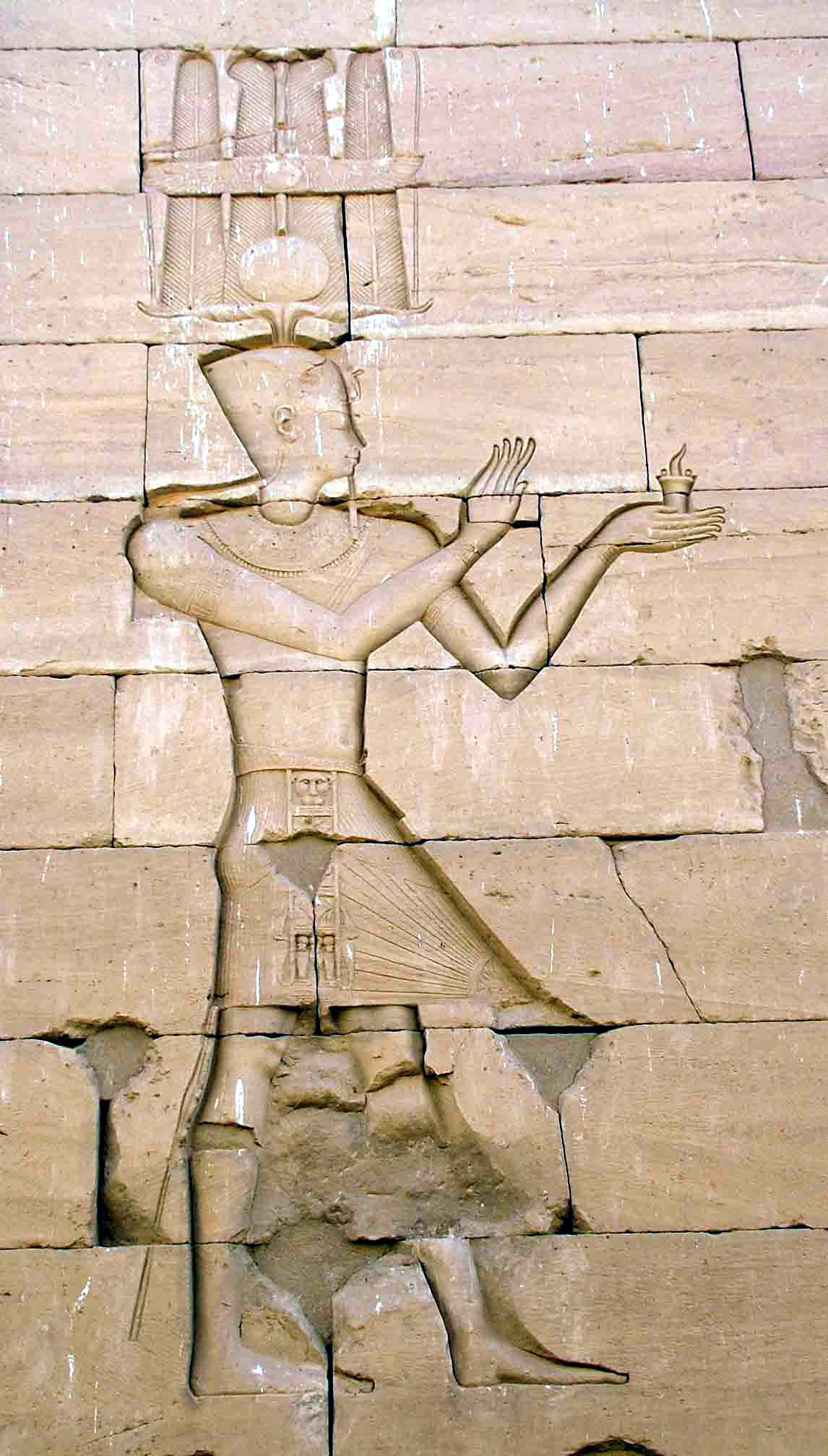
Октавиан Август в образе египетского фараона.

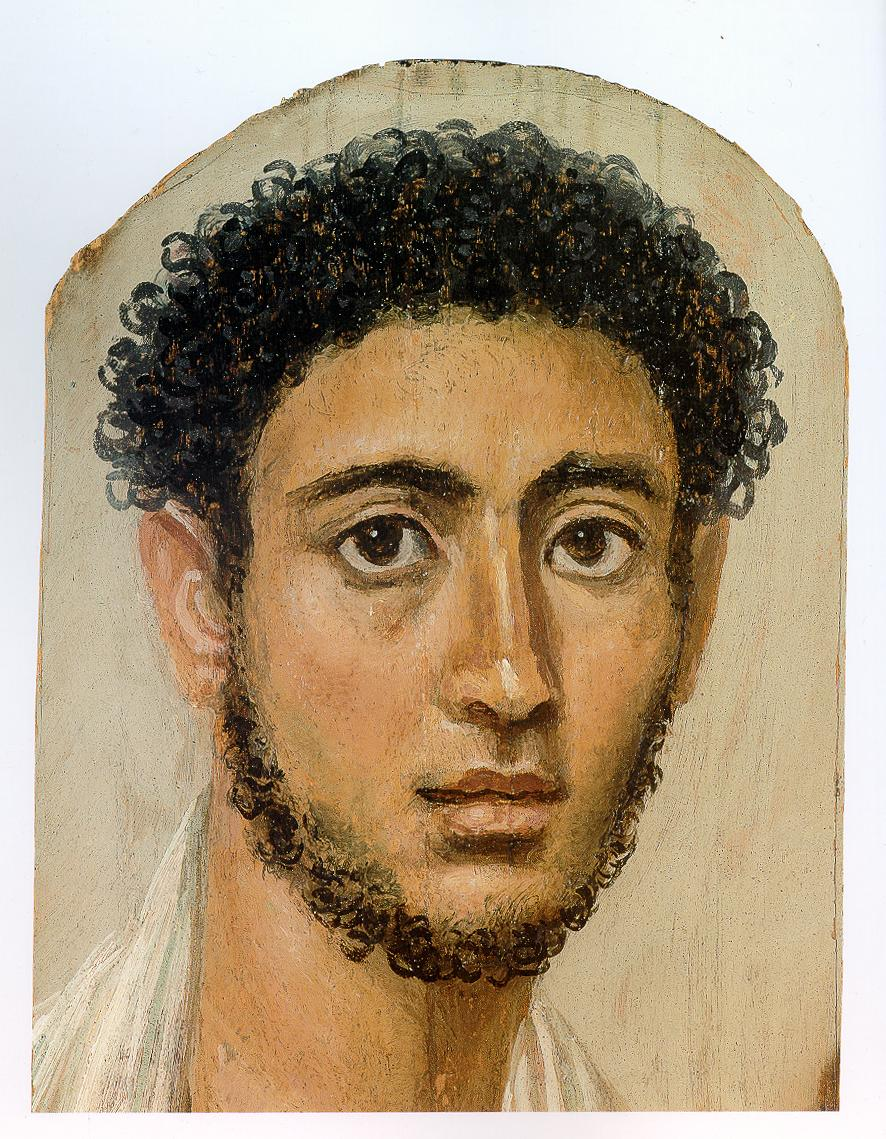
Портрет молодого египтянина, ок. 125-150 гг. н. э.. Один из "Фаюмских портретов"

Первый префект Египта, Гай Корнелий Галл, подчинил римской власти Верхний Египет и установил протекторат над территориями за южной границей провинции, которые были потеряны при последних Птолемеях. Следующий проконсул, Гай Элий Галл, совершил неудачный поход в Каменистую Аравию и в Счастливую Аравию (лат. Arabia Felix). Третий проконсул, Гай Петроний, произвёл очистку ирригационных каналов, стимулировав этим возрождение земледелия в Египте.
Со времён правления Нерона для Египта на столетие настал «золотой век». Наибольшим несчастьем оказались массовые столкновения между греками и иудеями в Александрии, которая после разрушения Иерусалима в 70 году стала мировым центром иудейской религии и культуры. Египетский прокуратор Марк Рутилий Луп смог лишь выслать легион (III Cyrenaica или XXII Deiotariana) для защиты Мемфиса. Для восстановления порядка в Александрии Траян выслал туда Квинта Марция Турбона с легионом VII Claudia и военными судами, а для реконструкции разрушенных храмов пришлось провести конфискацию иудейского имущества. Адриан, дважды посещавший Египет, основал город Антинуполь в память о своём любовнике Антиное, утонувшем в Ниле.
Однако, после правления Марка Аврелия тяжёлые налоги привели к восстанию, которое было подавлено только спустя несколько лет, в 172 году. Эта война принесла большой вред экономике и торговле и стала причиной упадка провинции. Гай Авидий Кассий, подавивший египетское восстание, объявил себя императором и был поддержан армиями Сирии и Египта. Однако при приближении Марка Аврелия он был низложен и убит. Подобное же восстание было подавлено в 193 году, когда Песценний Нигер, способствовавший приходу к власти Септимия Севера, решил получить свою часть империи. При Септимии Севере столицей провинции стала Александрия (202 год).
Каракалла (211—217 гг.) пожаловал римское гражданство всем египтянам, наравне с остальными провинциями. Но это было лишь поводом для увеличения налогов, которые постоянно возрастали для пополнения непрерывно опустошаемой государственной казны. В III в. произошло несколько восстаний. При Деции Траяне, в 250 году, христиане восстали против введения культа Гения императора. В 260 году префект Египта Луций Муссий Эмилиан первым поддержал узурпаторов Макрианов, а в следующем, 261-м, сам объявил себя императором, но был побеждён Галлиеном. В 272 году Зенобия, царица Пальмиры, на короткое время завладела Египтом, но потеряла его, когда Аврелиан подавил её восстание. В июне/июле 297 г. Домиций Домициан поднял восстание против Диоклетиана и объявил себя императором, но его власть в Египте продержалась лишь до декабря того же года, когда Диоклетиан прибыл в Египет и подавил мятеж.

## Христианство в Египте
С возрастанием роли христианской церкви в Египте её глава, епископ Александрии становится властью, конкурирующей по авторитетности с губернаторами. В IV веке он известен под именами папы или архиепископа Александрийского. В отличие от светской администрации, в церковном отношении Египет оставался единым. Никейский собор в 325 году установил юрисдикцию епископа также над Ливией и Пятиградьем, что не соответствовало общеимперскому принципу дублировать в церковном управлении светское.
Пытаясь назначить в Александрию арианского епископа, императоры Констанций II и Валент II несколько раз изгоняли из города Афанасия Великого. Поддержка арианства прекратилась с воцарением в 379 году Феодосия, установившего в своём кодексе равные статусы для патриарха Петра II и папы Дамасия.

## Территориальное деление
В 298 провинция Египет была разделена на три провинции: Фиваида, лат. Aegyptus Jovia и лат. Aegyptus Herculia (Диоклетиан имел эпитет Jovius, то есть — Юпитеров, а Максимиан — Herculius, то есть — Геркулесов), которые вошли в Диоцез Восток (лат. Oriens). Позже из этого диоцеза был выделен отдельный Диоцез Египет, делившийся на провинции:
- Египет (лат. Aegyptus) — территория Нижнего Египта с центром в Александрии; бывшая провинция Aegyptus Iovia.
- Августамника (лат. Augustamnica) — восточная часть дельты Нила (т. н. 13 городов) с центром в Мемфисе; бывшая провинция Aegyptus Herculia.

Адрианова дорога на карте провинции Египет во времена императора Адриана.

- Фиваида (лат. Thebais) — Верхний Египет; Нубия южнее Фив была покинута;
- Аркадия (лат. Arcadia) — территория между Фиваидой и Египтом;
- Верхняя Ливия (лат. Libya Superior) — западная часть Киренаики
- Нижняя Ливия (лат. Libya Inferior) — восточная часть Киренаики

## Хронология
- 30 год до н. э. — аннексия Египта Римской империей.
- I век — начало распространения христианства.
- 55 — восстания в Александрии.
- 66 — религиозные волнения в Александрии.
- 172 — Антонинова пандемия приходит в Египет. Начало демографического коллапса.
- 212 — император Каракалла даёт египтянам права римского гражданства.
- 223—225 — новая катастрофическая эпидемия.
- 257—260 — гонения на христиан.
- 270 — Египет временно попадает под власть Пальмиры.
- 284 — реформы Диоклетиана; новая система налогообложения; латинский язык заменяет греческий в качестве официального административного языка; начало использования коптского календаря.
- 302—311 — администрация Диоклетиана организует систематические гонения на христиан в Египте.
- 313 — Миланский эдикт императора Константина легализирует христианство во всей Римской империи, включая Египет.
- около 320 — Пахомий разрабатывает основы христианской монастырской системы.